# Nord-Mitrovica

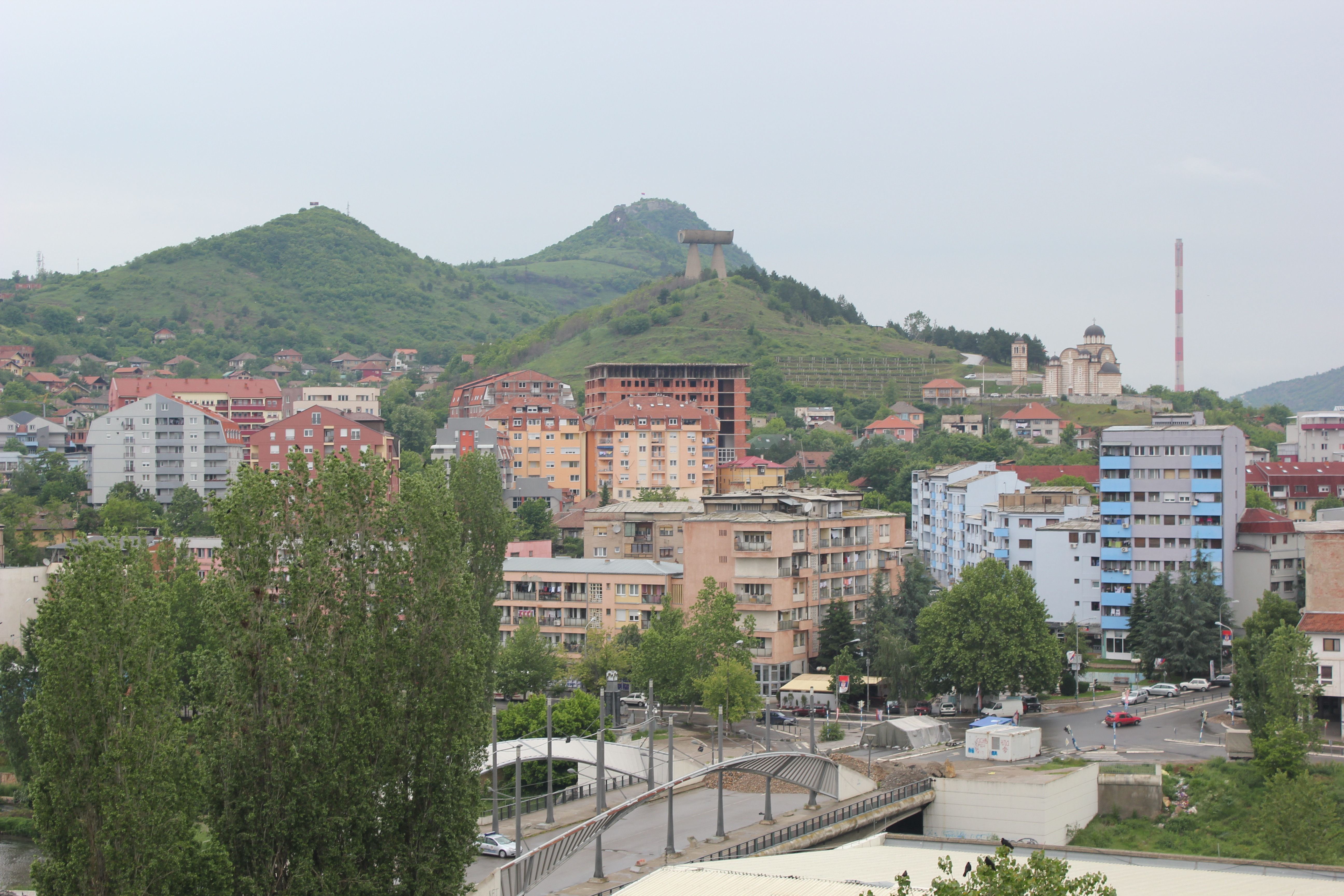
Blick auf einen Teil Nord-Mitrovicas (2012): Im Vordergrund die Brücke über den Ibar, zu der Zeit durch Protestler mit Geröll verbarrikadiert

Nord-Mitrovica (serbisch Северна Косовска Митровица Severna Kosovska Mitrovica, albanisch Mitrovica e Veriut oder auch Mitrovicë Veriore) ist eine Bezeichnung für den nördlichen Teil der Stadt Mitrovica, der Teil der zum Nordkosovo gehörenden Gemeinde Severna Kosovska Mitrovica ist. Die Stadt Mitrovica wird durch den Ibar in einen nördlichen, überwiegend serbischsprachigen, und in einen südlichen, überwiegend albanischsprachigen, Teil gespalten. Auch administrativ bilden diese zwei Stadtteile seit 2008 eigenständige Gemeinden. In Nord-Mitrovica leben im Jahr 2021 11.994 Menschen, hauptsächlich Serben. Im flächenmäßig deutlich größeren Süd-Mitrovica leben rund 69.331 Personen, hauptsächlich Albaner.

## Geschichte
Am 16. Januar 2018 wurde der serbisch-kosovarische Politiker Oliver Ivanović in Nord-Mitrovica vor der Zentrale seiner Partei von Unbekannten erschossen.